# 唐源
唐源（1977年7月—），男，汉族，云南华坪人。中共云南省委党校研究生学历。1999年7月参加工作，2003年2月加入中国共产党。中华人民共和国政治人物。

## 生平
历任共青团云南省委办公室副主任、城青部部长，云南省体育局副局长，中共威信县委副书记、威信县新农村建设驻村帮扶工作队总队长（挂职），中共临沧市委常委、组织部部长等职。2016年10月，任共青团云南省委书记。
2023年5月，任中共昭通市委副书记。